# Katharina Franck

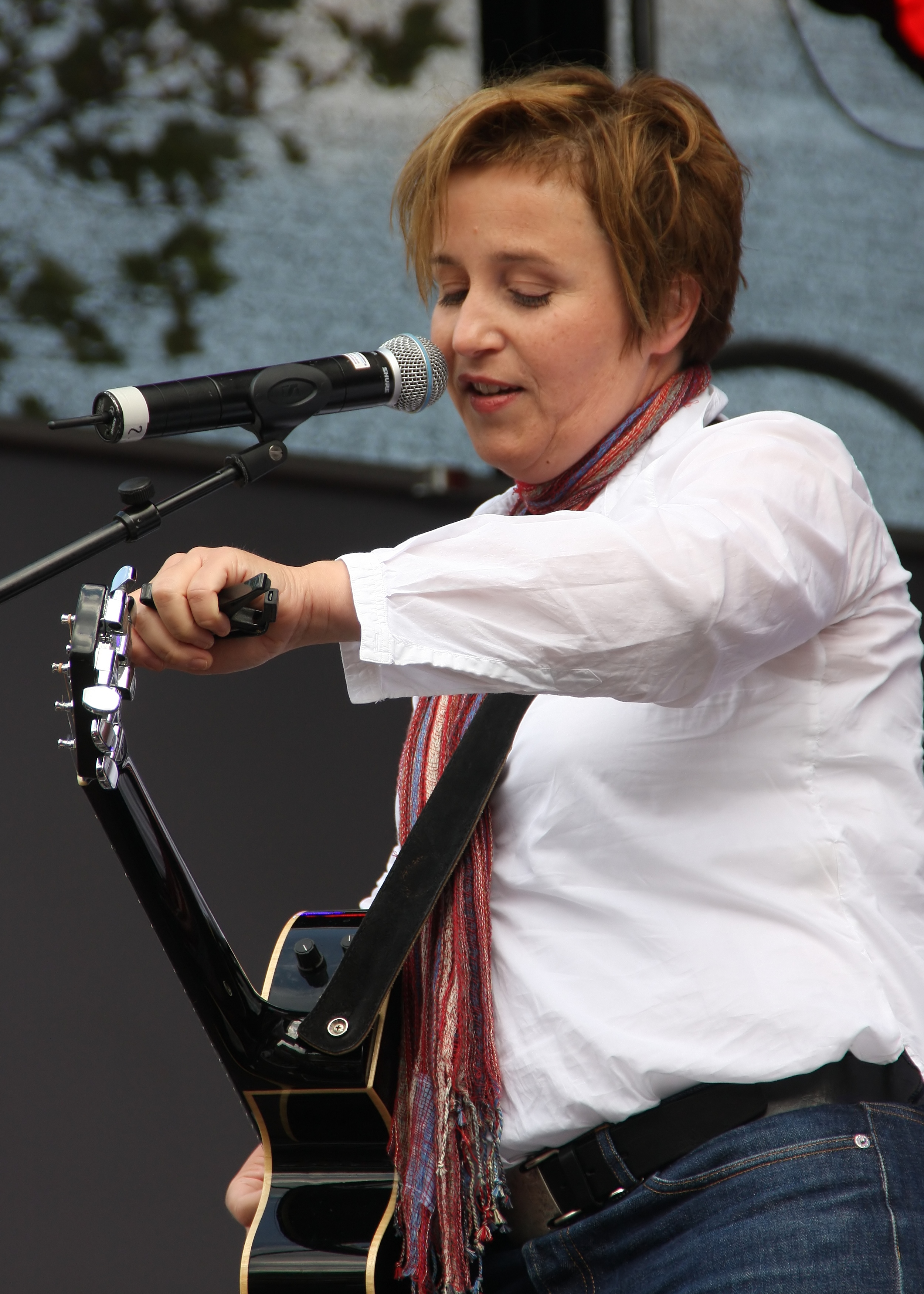
Katharina Franck

Katharina Franck (ur. 28 lipca 1963) – niemiecka wokalistka, która zyskała sławę, śpiewając w swoim zespole Rainbirds i wydając kilka albumów solowych.